# يوهانس دي كليرك
يوهانس دي كليرك (بالإنجليزية: Johannes de Klerk)‏ (و. 1903 – 1979 م) هو سياسي من جنوب أفريقيا .
وهو عضو في الحزب الوطني .

## روابط خارجية
- يوهانس دي كليرك على موقع مونزينجر (الألمانية)